# Parthian Books
Parthian Books est une maison d'édition indépendante du Pays de Galles, basée à Cardigan. Elle a été fondée en 1993 par Richard Lewis Davies. 
Parthian publie des livres de différents genres littéraires : romans de fiction, autobiographies, nouvelles, pièces de théâtre, poésies.
Parthian travaille en partenariat avec une agence littéraire italienne, Il Caduceo, pour la traduction de ses livres, afin de s’étendre hors du Royaume-Uni. Ses livres ont été traduits en quinze langues étrangères dont le français, l'italien et l'espagnol. 
Parthian mène différents projets, dont The Library of Wales et Bright Young Things.
The Library of Wales est une initiative du Gouvernement gallois et du Welsh Book Council, pour préserver la culture galloise. Parthian reçoit une aide financière de la part du Gouvernement gallois.
Avec Bright Young Things, Parthian aide de jeunes écrivains à se faire connaître et à publier leur premier ouvrage. 

## Livre publié par Parthian traduit en français
- Longue Sécheresse ( The Long Dry ), Cynan Jones, publié par Joëlle Losfeld, 2010.